# 溫氏鮈鱥
溫氏鮈鱥（学名：Hybopsis winchelli）为輻鰭魚綱鯉形目雅羅魚科鮈鱥屬的其中一種，分布於北美洲美國，從佛羅里達州Ocklockonee 河、喬治亞州阿巴拉契科拉河到密西西比州與路易斯安那州的密西西比河下游流域，本魚體細長，頭扁平，有一個圓錐形的吻部，懸垂在中央的小嘴上，眼大，體側一條黑色帶，從吻部延伸至尾部，背鰭上也可能有一條前背條紋和一個小黑點，側線以下的兩側是白色的，僅有的黑色素細胞散佈在臀鰭的基部，側線是直的且有孔，大約有39-42個鱗片，體長可達8.4公分，棲息在沙泥底質、流動的中、小型溪流底層流域，屬肉食性，以水生昆蟲為食，繁殖期通常發生在2月至3月之間，水溫為攝氏10-17度，幼魚通常停留在淺水中。